# Herb Sokołowa Małopolskiego
Herb Sokołowa Małopolskiego – jeden z symboli miasta Sokołów Małopolski i gminy Sokołów Małopolski w postaci herbu.

## Wygląd i symbolika
Herb przedstawia w błękitnej tarczy herbowej złotego sokoła, ze srebrnym (białym) dziobem, obrożą, dzwonkami i szponami powyżej żółtego (złotego) dębu ze srebrnymi (białymi) żołędziami.
Herb z rodzaju mówiących, nawiązuje do nazwy miasta.

## Historia

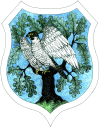
Dawny herb

Mobilia herbowe pozostają niezmienione od czasów założenia miasta w 1567, zmieniał się jednakże ich układ i kolorystyka. Herb używany przed 2004 rokiem przedstawiał w białej tarczy herbowej brązowego sokoła na zielonym dębie o złotych żołędziach, rosnącego na murawie brązowej. Herb ustanowiony w 2004 roku przedstawiał srebrnego sokoła na dębie o czarnym pniu i zielonych liściach, stojącego na zielonej murawie. 7 listopada 2007 przyjęto wzór ze złotym sokołem i złotym dębem na błękitnym tle.